# Oberbefehlshaber der Ostseestreitkräfte
Oberbefehlshaber der Ostseestreitkräfte (OdO) war eine in der deutschen Kaiserlichen Marine während des Ersten Weltkriegs bestehende Dienststellung. Einziger Amtsinhaber war der Großadmiral Prinz Heinrich von Preußen.

## Geschichte

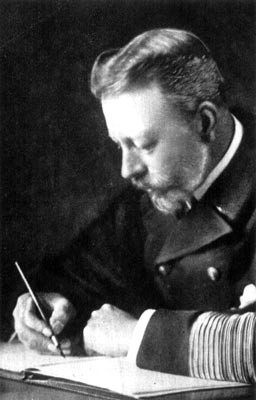
Großadmiral Prinz Heinrich von Preußen

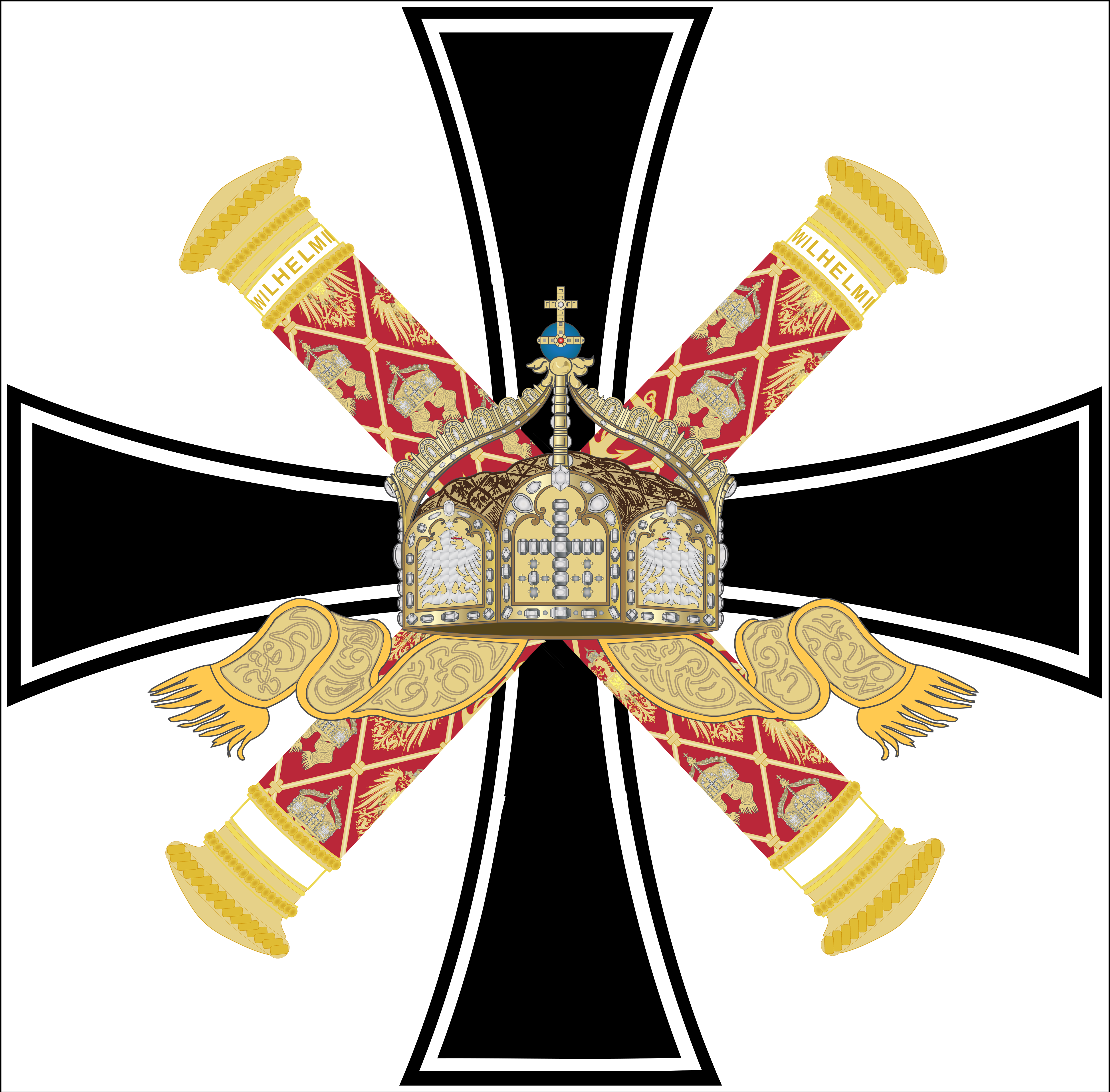
Kommandoflagge Großadmiral, Kaiserliche Marine

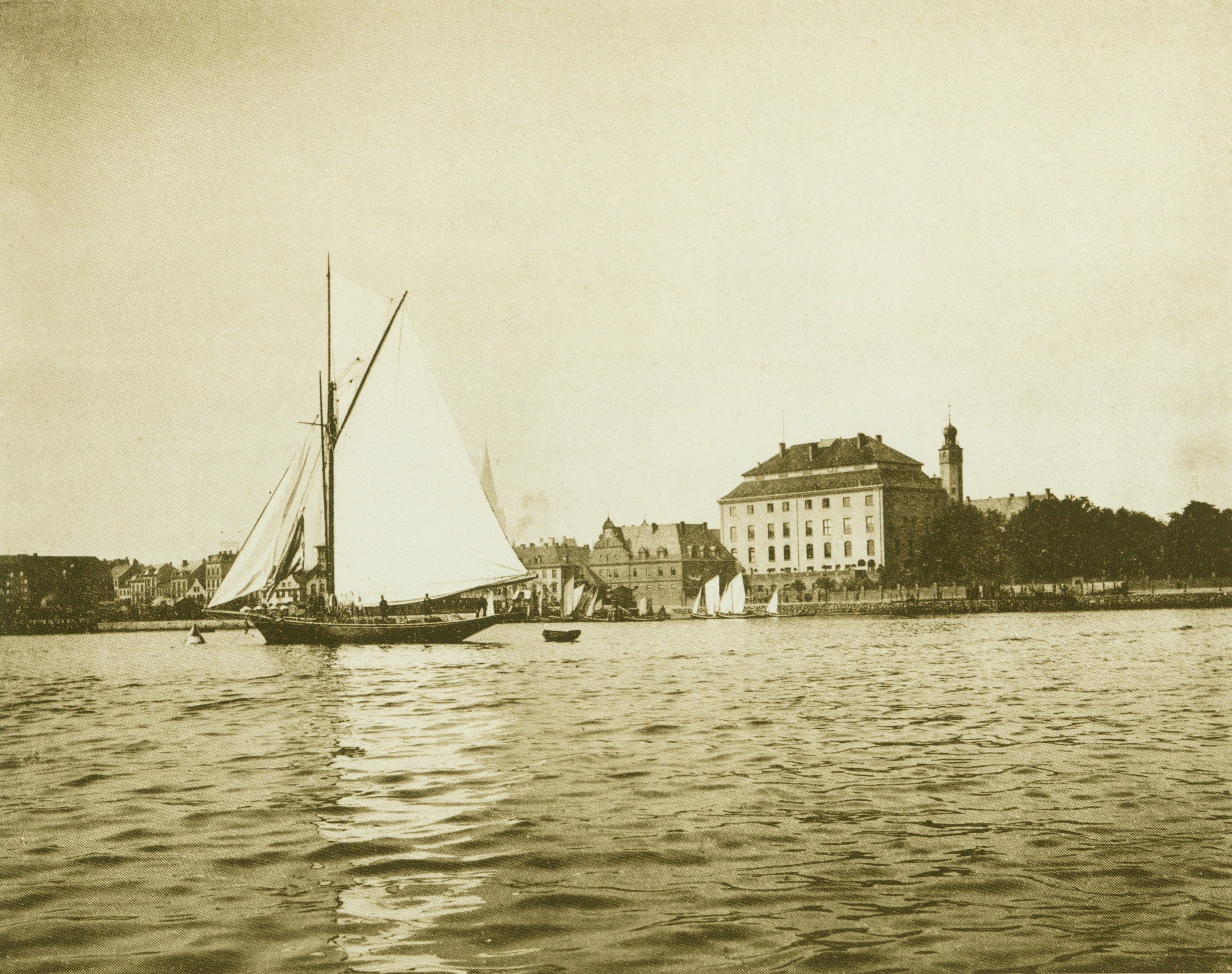
Das Kieler Schloss, 1914–1918 Amtssitz des Oberbefehlshabers der Ostseestreitkräfte

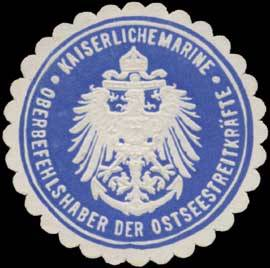
Siegelmarke des OdO

Am 31. Juli 1914, einen Tag vor der Kriegserklärung des Deutschen Reichs an Russland, wurde für den Krieg in der Ostsee die neue Dienststelle des „Oberbefehlshabers der Ostseestreitkräfte“ (OdO) geschaffen und mit dem Prinzen Heinrich von Preußen besetzt, dem Generalinspekteur der Marine und jüngeren Bruder Kaiser Wilhelms II. Gemäß der ursprünglich für den Fall der Mobilmachung vorgesehenen Regelung hätte der Chef der Marinestation der Ostsee den Oberbefehl über die Seestreitkräfte des Reichs in der Ostsee übernehmen sollen, aber abweichend hiervon schlug der Chef des Admiralstabs, Admiral Hugo von Pohl, am 29. Juli 1914 dem Kaiser die Bestellung eines Oberbefehlshabers der Ostseestreitkräfte vor, und Wilhelm II. bestimmte spontan seinen Bruder für den Posten.
Als Oberbefehlshaber der Ostseestreitkräfte war Prinz Heinrich unmittelbar dem Kaiser unterstellt. Er führte, nachdem sein Stab am 31. Juli zunächst in Berlin zusammengetreten war, seine Amtsgeschäfte vom Kieler Schloss aus, das bereits seit 1888 seine Residenz war. Auf dem Schlossturm wurde statt der Prinzenstandarte der Großadmiralstander gehisst. Aufgaben der in der Ostsee operierenden deutschen Seestreitkräfte waren u. a. die Sicherung der Kieler Bucht und der deutschen Ostseeküste, die Verhinderung oder zumindest Störung russischer Unternehmungen, offensive Minenlegeunternehmen und schließlich auch Unterstützung des Heeres durch Beschießung gegnerischer Landziele. Dazu standen dem OdO überwiegend veraltete, teilweise erst bei der Mobilmachung reaktivierte Schiffe und Reserveformationen zur Verfügung, wie z. B. die alten Küstenpanzerschiffe der Siegfried-Klasse. 
Für die eigentliche Seekriegführung in der Ostsee wurden zeitweise besondere Verbände gebildet und Befehlshaber bestellt. Im Westen gab es ab Kriegsbeginn den Chef der Küstenschutzdivision der Ostsee, Vizeadmiral Robert Mischke, ab 8. Januar 1917 Vizeadmiral Herwarth Schmidt von Schwind. Am 15. August 1917 wurde die Küstenschutzdivision aufgelöst und durch den „Sicherungsverband der westlichen Ostsee“ (S.w.O.) und den „Sicherungsverband der mittleren Ostsee“ (S.m.O.) ersetzt. Vizeadmiral Schmidt von Schwind wurde Befehlshaber des S.m.O., Befehlshaber des S.w.O. wurde Konteradmiral Hermann Nordmann-Burgau.
Für offensive Aufgaben gab es zunächst ab dem 21. August 1914 den „Detachierten Admiral“, Konteradmiral Ehler Behring, mit einem kleinen Geschwader von Kreuzern und Torpedobooten, der bis zum 20. April 1915 in der östlichen Ostsee operierte. An dessen Stelle trat dann von diesem Tage bis zum 11. Januar 1916 der „I. Admiral der Aufklärungsstreitkräfte der Ostsee“, Konteradmiral Albert Hopman. Ab 7. Juli 1915 fungierte der Chef des ab diesem Zeitpunkt in der Ostsee eingesetzten IV. Geschwaders, Vizeadmiral Ehrhard Schmidt, ab September 1915 Vizeadmiral Friedrich Schultz als „Oberleitung“ in der östlichen Ostsee. Am 11. Januar 1916 wurde die Dienststelle des „Befehlshabers der Aufklärungsstreitkräfte der Ostsee“ geschaffen und durch Vizeadmiral Schultz besetzt, der damit neben der Führung des IV. Geschwaders auch die Aufgaben des zum gleichen Zeitpunkt aufgelösten I. Admirals der Aufklärungsstreitkräfte der Ostsee übernahm. 
Zu den vergleichsweise geringen permanent dem OdO unterstellten Streitkräften traten von Fall zu Fall einzelne Einheiten oder ganze Verbände der Hochseeflotte hinzu, die zu diesem Zweck aus der Nordsee abgezogen wurden. Dies war bereits bei mehreren Vorstößen in die östliche Ostsee im September 1914 der Fall, ebenso im August 1915 beim Vorstoß in die Rigaer Bucht, und schließlich insbesondere beim Unternehmen Albion, der Eroberung der baltischen Inseln, mit dem Sonderverband Ostsee unter Vizeadmiral Ehrhard Schmidt im September/Oktober 1917. 
Nach dem Inkrafttreten des Waffenstillstands mit Russland am 15. Dezember 1917 wurde die Dienststelle des Oberbefehlshabers der Ostseestreitkräfte am 24. Januar 1918 aufgelöst. Ihre Aufgaben wurden vom Marinestationskommando der Ostsee übernommen. Der Sicherungsverband der westlichen Ostsee (S.w.O.) und der Sicherungsverband der mittleren Ostsee (S.m.O.) wurden unter dem neu geschaffenen Befehlshaber der Sicherung der Ostsee (B.S.O.) zusammengefasst und dem bisherigen Befehlshaber der S.w.O. übertragen. Die Dienststellung des Befehlshabers der Aufklärungsstreitkräfte der Ostsee wurde aufgelöst.